# 横島一
横島 一（よこしま ひとつ）は、日本の漫画家。代表作に『悪徒-ACT-』、『伴天連XX』、『くまがヤン』。
『月刊ヒーローズ』にて『仮面ライダークウガ』（原作:石ノ森章太郎、脚本:井上敏樹、企画:白倉伸一郎）を連載中。

## 略歴
2005年、『Z-EYE（ゼッタイ）』を『週刊プレイボーイ』（集英社）に隔週連載しデビュー。
2008年、猪原賽の原作で『悪徒-ACT-』を『週刊少年チャンピオン』（秋田書店）に連載する。全30話が連載されたが秋田書店からは2巻までしかコミックスが発売されず、2010年にエンターブレインから上下巻として完全版が発売されることになる。以降、猪原賽を原作としてたびたび作品を発表する。猪原賽とのコンビ作は「亜流ヒーローもの」と称されることもある。

## 作品リスト
- 『Z-EYE（ゼッタイ）』 全2巻（集英社、週刊プレイボーイ・コミックス）
- 『悪徒-ACT-』既刊2巻（原作:猪原賽、秋田書店、少年チャンピオンコミックス）※3巻以降未刊行
  - 上下巻（全2巻）（ファミ通クリアコミックス）
- 『伴天連XX』全3巻（原作:猪原賽、エンターブレイン、ファミ通クリアコミックス）
- 『くまがヤン』全1巻（原作:猪原賽、少年画報社、ヤングキングコミックス）
『週刊プレイボーイ』増刊『漫'sプレイボーイ』に連載されていたが雑誌休刊により『月刊ヤングキング』（少年画報社）に移籍するも、雑誌リニューアルに伴い終了。
- 『ガンロック』既刊1巻（原作:猪原賽、秋田書店、少年チャンピオンコミックス）※全12話で全3巻分相当の連載は終えているが、2巻以降の刊行は未定[2]
シャーロック・ホームズ物を翻案し、変身したホームズが怪人と一騎討ちし、拳で事件を解決する石ノ森章太郎的な変身ヒーロー・アクション[3]。
- 『仮面ライダークウガ』既刊28巻（原作:石ノ森章太郎、脚本:井上敏樹、ヒーローズコミックス）
- 『オーバーペイントRe:PAINT』全1巻（原作:猪原賽、Kindle）
2011年に『ヤングキング』に掲載された「オーバーペイント」（前後編60ページ、単行本未収録）に描き下ろし31ページを追加し、電子書籍（Amazon Kindle）限定。
- 『宇宙戦争』既刊3巻（原作:H・G・ウェルズ、脚本:猪原賽、KADOKAWA、ビームコミックス）